# Hemiscyllium ocellatum

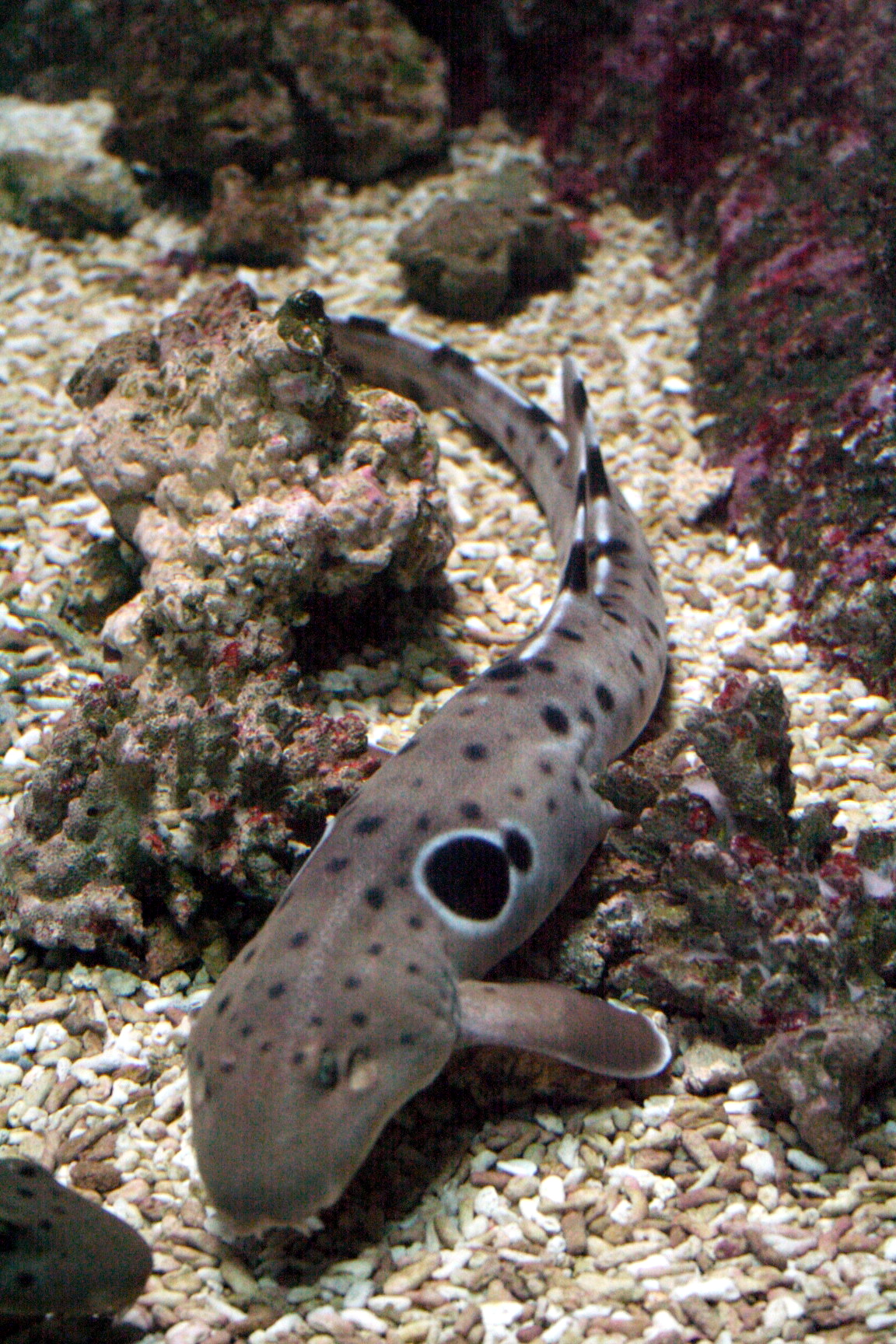
Hemiscyllium ocellatum

Hemiscyllium ocellatum (Bonnaterre, 1788) è uno squalo appartenente alla famiglia Hemiscylliidae.

## Distribuzione e habitat
Proviene dalle barriere coralline dell'ovest dell'oceano Pacifico, in particolare da Australia e Nuova Guinea. È una specie che nuota a basse profondità in zone ricche di coralli e che si è adattata a sopravvivere in acque anossiche visto che spesso nuota nelle pozze con poco ricambio d'acqua. È comune soprattutto nella grande barriera corallina.

## Descrizione
Presenta un corpo allungato, cilindrico. La testa non ha il profilo particolarmente appuntito e gli occhi sono piccoli. La lunghezza massima registrata è di 107 cm.
La colorazione è prevalentemente marrone pallida con piccole macchie scure su tutto il corpo, delle fasce a distanza più o meno regolare di un marrone più intenso. Dietro la testa, appena sopra le pinne pettorali, ci sono due grandi macchie nere con il bordo bianco. Il ventre è pallido, le due pinne dorsali sono piccole e molto arretrate.

## Biologia

### Comportamento
È attivo prevalentemente all'alba e al tramonto.

### Alimentazione
Si nutre sia di pesci più piccoli che di invertebrati marini come crostacei gamberi, anfipodi e granchi (Ocypodidae, Portunidae, Xanthidae) e vermi anellidi.

### Riproduzione
È oviparo e la fecondazione è interna. L'accoppiamento avviene di solito tra luglio e novembre. Poco prima di esso, il maschio morde la femmina. Possono deporre fino a 50 uova in un anno.

## Conservazione
Questa specie viene classificata come "a rischio minimo" (LC) dalla lista rossa IUCN perché è comune, ma la sua popolazione necessita di essere monitorata perché diversi esemplari vengono catturati accidentalmente durante la pesca e perché questa specie è abbastanza ricercata per gli acquari.
Un altro pericolo di cui potrebbe risentire è il degrado del suo habitat. Questa specie è comunque diffusa in alcune aree marine protette e non è pericolosa per l'uomo.